# Lee Seung-hyun (cầu thủ bóng đá)
Đây là một tên người Triều Tiên, họ là Lee.
Lee Seung-Hyun (tiếng Hàn Quốc: 이승현; sinh ngày 25 tháng 7 năm 1985) là một cầu thủ bóng đá Hàn Quốc kể từ năm 2016 thi đấu cho Suwon FC.